# Cláudio Coutinho
Cláudio Coutinho (5 de gener de 1939 - 27 de novembre de 1981) fou un entrenador brasiler.

## Selecció del Brasil
Va formar part de l'equip brasiler a la Copa del Món de 1978 com a entrenador.